# حمة
الحَمَّة (جمع: حَمّ وحِمَام) أو العين الحمئة هي عين ماء حارّة يتداوى بها المرضى.
تتواجد الينابيع الحارة في المناطق البركانية في نيوزيلندا وأيسلندا والتشيلي وشرق الفدرالية الروسية وغرب الولايات المتحدة والجزائر (في ولاية قالمة) ومصر (في جنوب سيناء). إذ ترتفع حرارة أحواض المياه في الكهوف الجوفية المكونة من الصخور البركانية المحكمة ضد الماء كالريوليت وذلك تحت تأثير الصهارة الحارة المحرقة، فتغلي المياه، وبتحول بعضها إلى بخار .وأخيراً يتعاظم الضغط في الكهوف الواسع وتندفع المياه والبخار نحو الأعلى عبر أحد الصدوع باتجاه سطح الأرض وهنا يتفجر الماء والبخار من الأرض ويرتفع في الهواء.